# East Kirkby
East Kirkby est un village et une paroisse civile du district d'East Lindsey dans le Lincolnshire, en Angleterre. Il est situé à 11 km au sud-est de Horncastle et sur la route A155 (en). La population comptait 299 habitants en 2021.

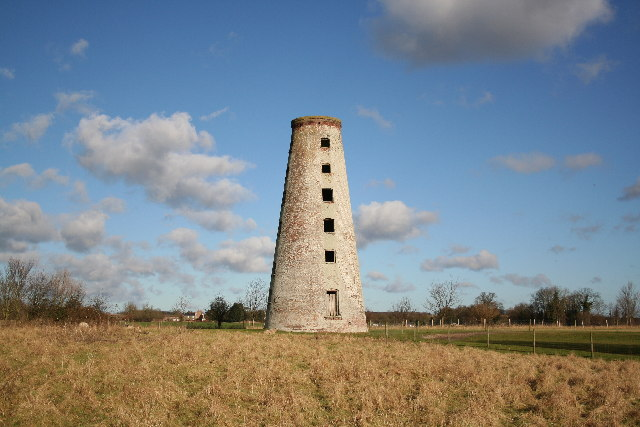
Le moulin d'East Kirkby

L'église paroissiale anglicane classée Grade II* du XIIIe siècle est dédiée à Saint-Nicholas. Le clocher de l'église et les arcades de la nef sont décorés et le chancel est perpendiculaire.
East Kirkby était le lieu de naissance de Thomas Goodrich, ou Goodricke, (1494-1554). Goodrich était évêque d'Ely (1533-1554) et Lord grand chancelier à partir de 1551.
East Kirkby possède un moulin à tour désaffecté de 1820 classé Grade II. La maison publique du village est le Red Lion sur Fen Lane.